# Ficus colobocarpa
Ficus colobocarpa là một loài thực vật có hoa trong họ Moraceae. Loài này được (Diels ex Corner) C.C.Berg mô tả khoa học đầu tiên năm 2003.